# Distribución cuántica de claves
La distribución cuántica de claves (en inglés Quantum Key Distribution, QKD) es un método de comunicación segura que implementa un protocolo criptográfico que involucra componentes de mecánica cuántica. Permite que dos partes creen una clave secreta al azar compartida conocida solo por ellos, que luego puede ser usada para codificar y decodificar mensajes. A menudo se le llama incorrectamente criptografía cuántica, ya que es el mejor conocido ejemplo de una tarea criptográfica cuántica.
Una importante y única propiedad de la distribución cuántica de claves es la habilidad de los dos usuarios que se están comunicando de detectar la presencia de cualquier tercero intentando conocer la clave que está siendo utilizada. Esto se produce por un aspecto fundamental de la mecánica cuántica: el proceso de medir un sistema cuántico en general perturba dicho sistema. Un tercero intentando averiguar la clave en forma subrepticia debe de alguna medir o leer dicha clave, así de esta forma provoca anomalías detectables en esta. Al usar superposición cuántica o entrelazamiento cuántico y transmitir la información en los estados cuánticos, se puede implementar un sistema de comunicaciones que detecte las intrusiones. Si el nivel de intrusión está bajo cierto umbral, se puede crear una clave que se puede garantizar que es segura (por ejemplo, el intruso no tiene información acerca de esta). Si no es así, ninguna clave es segura y la comunicación es abortada.
La seguridad de la codificación que utiliza distribución cuántica de claves se basa en los fundamentos de la mecánica cuántica, en contraste a la criptografía de claves públicas que se basa en la dificultad computacional de ciertas funciones matemáticas y no puede proporcionar ninguna prueba matemática de la real complejidad de reversar la función unidireccional siendo utilizada. La distribución cuántica de claves tiene una seguridad probada basada en la teoría de la información y del secreto hacia adelante.
La principal desventaja de la distribución cuántica de claves es que usualmente se necesita tener un canal de comunicación autenticado en forma clásica. En la criptografía moderna, tener un canal de autenticación clásica significa que una ya ha intercambiado o una clave simétrica de suficiente longitud o claves públicas de suficiente nivel de seguridad. Con esa información ya disponible, en la práctica uno puede ya lograr comunicaciones autenticadas y suficientemente seguras sin usar la distribución cuántica de claves, tal como al usar el modo Galois/Counter del Estándar de Codificación Avanzada. Es así que la distribución cuántica de claves hace el trabajo de un cifrado de flujo a un costo mucho mayor.
La distribución cuántica de claves es utilizada para crear y distribuir una sola clave, no para transmitir ningún mensaje con datos. Esta clave luego puede ser usada con cualquier otro algoritmo de codificación para codificar (y decodificar) un mensaje, que luego puede ser transmitido a través de un canal de comunicación estándar. El algoritmo más comúnmente utilizado con la distribución de claves cuántica es la libreta de un solo uso, ya que es seguro comprobablemente cuando es usado con una clave aleatoria secreta. En situaciones del mundo real, a menudo también es usado con codificaciones que utilizan algoritmos de clave simétrica tal como el algoritmo estándar de codificación avanzada.

## Intercambio cuántico de claves
La comunicación cuántica involucra codificar información en los estados cuánticos o cúbits, al contrario del uso de los bits en la comunicación clásica. Usualmente, los fotones son usados para estos estados cuánticos. La distribución cuántica de claves explota ciertas propiedades de estos estados cuánticos para garantizar su seguridad. Existen varias diferentes aproximaciones a la distribución cuántica de claves pero ellas pueden ser divididas en dos principales categorías dependiendo de la propiedad que ellas explotan.
Protocolos para preparar y medirEn contraste a la física clásica, el acto de medir es una parte integral de la mecánica cuántica. En general, medir un estado cuántico desconocido cambia ese estado en alguna forma. Esto es una consecuencia de la indeterminación cuántica y puede ser explotado con el propósito de detectar cualquier intrusión en la comunicación (que necesariamente involucra medir) y, más importantemente, para calcular la cantidad de información que ha sido interceptada.
Protocolos basados en el entrelazamientoLos estados cuánticos de dos (o más) objetos separados pueden pueden vincularse entre sí de tal manera que deben ser descritos por un estado cuántico combinado, no como objetos individuales. Esto es conocido como entrelazamiento y significa que, por ejemplo, realizar una medición en un objeto afecta al otro. Si un par de objetos entrelazados es compartido entre dos partes, cualquiera que intercepte cualquiera de los objetos altera todo el sistema, revelando la presencia de una tercera parte (y la cantidad de información a la cual ellos accedieron).
Estas dos aproximaciones pueden a su vez ser divididas en tres familias de protocolos: variable discreta, variable continua y codificación de referencia de fase distribuida. Los protocolos de variable discreta fueron los primeros en ser inventados y estos permanecen los más ampliamente implementados. Las otras dos familias se preocupan principalmente por superar las limitaciones prácticas de los experimentos. Los dos protocolos descritos a continuación usan la codificación de variable discreta.

### Protocolo BB84: Charles H. Bennett y Gilles Brassard (1984)
Este protocolo, conocido como BB84 por las iniciales de los apellidos de sus inventores y el año de su publicación, fue originalmente descrito usando los estado de la polarización fotónica para transmitir la información. . Sin embargo, cualquiera de dos pares de estados conjugados pueden ser usados para el protocolo, y muchas implementaciones basadas en fibra óptica descritas como estados codificados de fase de uso BB84. El transmisor (tradicionalmente referido como Alice) y el receptor (Bob) están conectados por un canal de comunicación cuántico que permite transmitir estados cuánticos. En el caso de los fotones este canal generalmente o es fibra óptica o simplemente espacio libre. Adicionalmente ellos se comunican vía un canal clásico público, por ejemplo, usando la difusión por radio o internet. El protocolo está diseñado con el supuesto de que un espía (denominado Eve) puede interceptar o escuchar de alguna manera el canal cuántico, mientras el canal clásico necesita ser autenticado.
La seguridad del protocolo proviene de la codificación de la información en los estados no ortogonales. La indeterminancia cuántica signigica que estos estados no pueden, en general, ser medidos sin perturbar el estado original (ver teorema de no clonación). El protocolo BB84 usa dos pares de estados, con cada par conjugados al otro par, y los dos estados dentro de un par ortogonal a cada uno de los otros pares. Los pares de estados ortogonales son referidos como base. La polarización usual de los pares de estado utilizados es o la base rectilínea desde la vertical (0°) y de la horizontal (90°), la base diagonal de 45° y de 135° o la base circular de derecha e izquierda. Cualquiera de dos de estas bases con conjugadas una con otra y así cualquiera de estas dos pueden ser usadas en el protocolo. Más abajo las bases rectilínea y diagonal son usadas.
| Base | 0 | 1 |
| ---- | - | - |
|      |   |   |
|      |   |   |

El primer paso en el protocolo BB84 es la transmisión cuántica. Alice crea un bit aleatorio (0 o 1) y entonces selecciona en forma aleatoria una de los dos bases (rectilínea o diagoanl en este caso) para transmitirlo. Luego prepara el estado de la polarización del fotón dependiendo tanto del valor del bit como de la base, como se muestra en la tabla adyacente. Así por ejemplo un 0 es codificado en base rectilínea (+) como un estado de polarización vertical, y un 1 es codificado en base diagonal (x) como un estado de 135°. Luego Alice transmite un solo fotón en el estado especificado hacia Bob, usando el canal cuántico. Este proceso es entonces repetido a partir de la etapa del bit aleatorio, con Alice registrando el estado, base y tiempo de cada fotón enviado.
De acuerdo con la mecánica cuántica (particularmente la indeterminancia cuántica, ninguna medición posible distingue entre los cuatro diferentes estados de polarización, ya que no todos ellos son ortoganles. La única medición posible es entre cualquiera de dos estados ortogonales (una base ortonormal). Así, por ejemplo, la medición en base rectilínea da como resultado horizontal o vertical. Si el fotón fue creado como horizontal o vertical (como un autoestado) entonces esta medición entrega el estado correcto, pero si fue creado a 45° o 135° (autoestados diagonales) entonces la medición rectilínea da como resultado horizontal o vertical en forma aleatoria. Además, después de esta medición el fotón es polarizado en el estado de como fue medido (horizontal o vertical), con toda la información acerca de su polarización inicial perdida.
Como Bob no conoce la base en los fotones están codificados, todo lo que él puede hacer es seleccionar una bae aleatoria para medirlo, ya sea rectilínea o diagonal. Él realiza esto para cada fotón que recibe, registrando el tiempo, la base de medición usada y el resultado de la medición. Después de que Bob ha medido todos los fotones, él se comunica con Alice usando un canal clásico público. Alice transmite la base en que se envió cada fotón y Bob la base en la que se midió cada 
Alice transmite la base en la que se envió cada fotón y Bob la base en la que se midió cada uno de estos. Ambos descartan las mediciones de cada fotón (bit) donde Bob usó una base diferente, que en promedio es la mitad, dejando la mitad como una clave compartida.
| Bit aleatorio de Alice                        | 0 | 1 | 1 | 0 | 1 | 0 | 0 | 1 |
| Base de envío aleatorio de Alice              |   |   |   |   |   |   |   |   |
| Polarización de fotones enviados por Alice    |   |   |   |   |   |   |   |   |
| Base de medición aleatoria de Bob             |   |   |   |   |   |   |   |   |
| Mediciones de la polarización de fotos de Bob |   |   |   |   |   |   |   |   |
| Discusión pública de las bases                |   |   |   |   |   |   |   |   |
| Clave secreta compartida                      | 0 |   | 1 |   |   | 0 |   | 1 |

Para verificar la presencia de un espía, Alice y Bob ahora comparan un subconjunto predeterminado de las restantes cadenas de bits. Si un tercero (usualmente denominado como Eve, por espía o “eavesdropper”) ha obtenido alguna información acerca de la polarización de los fotones, esto provoca errores en las mediciones de Bob. Otras condiciones ambientales pueden causar errores similares. Si más de {\displaystyle p}bits son diferentes entonces ellos abortan la clave y lo intentan nuevamente, posiblemente en un diferente canal cuántico, ya que la seguridad de la clave no puede ser garantizada. Se escoge un {\displaystyle p} de tal forma que la cantidad de bits conocidos por Eve es menor que esto, la amplificación de privacidad puede ser usada para reducir el conocimiento de Eve de la clave a una cantidad arbitrariamente pequeña al costo de reducir el largo de la clave.

### Protocolo E91: Artur Ekert (1991)
El esquema de Artur Ekert usa el entrelazamiento de pares de fotones. Estos pueden ser creados por Alice, Bob o por alguna fuente separada de ambos, incluyendo al espía, Eve. Los fotones son distribuidos de tal forma que Alice y Bob finalizan con un fotón de cada par.
El esquema se basa en dos propiedades del entrelazamiento. Primero, los estados entrelazados están perfectamente correlacionados en el sentido de que si Alice y Bob miden si sus partículas tienen polarizaciones verticales u horizontales, ellos siempre obtienen la misma respuesta con un 100% de probabilidad. Lo mismo es verdad si ambos miden cualquier otro par de polarizaciones complementarias (ortogonales). Esto necesita que las dos partes que se encuentran distantes tengan la sincronización de direccionalidad exacta. Sin embargo, los resultados particulares son completamente aleatorios; es imposible para Alice predecir si ella (o Bob) obtendrán una polarización vertical o una horizontal. Segundo, cualquier intento de intrusión por parte de Eve destruye estas correlaciones de una forma tal que Alice y Bob pueden detectar este acto de intrusión.
Similarmente al BB84, el protocolo involucra un protocolo de medición privado antes de detectar la presencia de Eve. La etapa de medición consiste en que Alice mide cada fotón que recibe usando alguna base del conjunto {\displaystyle Z_{0},Z_{\frac {\pi }{8}},Z_{\frac {\pi }{4}}} mientras que Bob selecciona del conjunto {\displaystyle Z_{0},Z_{\frac {\pi }{8}},Z_{-{\frac {\pi }{8}}}} donde {\displaystyle Z_{\theta }} es la base {\displaystyle \{|{\uparrow }\rangle ,\;|{\rightarrow }\rangle \}} rotada por {\displaystyle \theta }. Ellos mantienen su serie privada de selecciones de base hasta que las mediciones estén completas. Luego se hacen grupos de fotones: el primero consiste de fotones medidos usando la misma base por Alice y Bob mientras que el segundo contiene todos los otros fotones. Para detectar la intrusión, ellos pueden calcular la prueba estadística {\displaystyle S} usando los coeficientes de correlación entre las bases de Alice y las bases de Bob de forma similar a lo mostrado en los experimentos de Bell. Maximar los fotones entrelazados resultarían en {\displaystyle |S|=2{\sqrt {2}}}. Si esto no fuera el caso, entonces Alice y Bob pueden concluir que Eve ha introducido realismo local al sistema, violando el teorema de Bell. Si el protocolo es exitoso, el primer grupo puede ser usado para generar claves dado que estos fotones están completamente antialineados entre Alice y Bob.

### Distribución cuántica de claves independiente del dispositivo
La distribución cuántica de claves tradicional (en inglés Quantum key distribution, QKD), los dispositivos cuánticos usados deben estar perfectamente calibrados, ser confiables y trabajar exactamente como se espera de ellos. Las desviaciones de las mediciones esperadas pueden ser extremadamente difíciles de detectar, lo que deja a todo el sistema vulnerable. Un nuevo protocolo denominado Dispositivo Independiente QKD (en inglés, Device Independent QKD (DIQKD)) o Dispositivo Independiente de Medición (en inglés, Measurement Device Independent QKD (MDIQKD)) que permite la utilización de dispositivos no caracterizados o no confiables, y que las desviaciones de las mediciones esperadas sean incluidas en el sistema completo. Estas desviaciones causarán que el protocolo sea abortado cuando son detectadas, más que seguir para entregar datos incorrectos.
El DIQKD fue propuesto por primera vez por Mayers and Yao, y fue construido a partir del protocolo BB84. Ellos idearon de que los DIQKD, el dispositivo cuántico, al que ellos se refieren con la fuente de fotones, sean fabricados de tal forma que incluyan las pruebas para que Alice y Bob sean capaces por sí mismos de comprobar si el dispositivo esta funcionando correctamente. Tal prueba solo necesitaría considerar las entradas y salidas clásicas con el propósito de determinar cuanta información estaría en riesgo de ser interceptada por Eve. Un auto chequeo, o una fuente "ideal" no tendría que ser caracterizada, y por lo tanto no sería susceptible de fallos de implementación.
Investigaciones recientes han propuesto usar una prueba de Bell para comprobar que un dispositvo está funcionando en forma correcta. El Teorema de Bell asegura que un dispositivo puede crear dos resultados que son exclusivamente correlacionados, lo que significa que Eve no interceptó los resultados, sin hacer ningún supuesto acerca de dicho dispositivo. Esto requiere estados altamente entrelazados y una baja tasa de error de bits cuánticos. El DIQKD presenta dificultades en crear los qubits que están en estados entrelazados de tan alta calidad, que hace de esto un desafí en realizarlo en forma experimental.

### Distribución cuántica de claves por campos gemelos
La distribución cuántica de claves por campos gemelos (en inglés Twin Fields Quantum Key Distribution, TFQKD) fue introducida en el año 2018 y es una versión del DIQKD diseñada para superar el límite fundamental de distancia-velocidad de la distribución cuántica de claves tradicional. El límite velocidad-distancia, también conocido como el equilibrio entre velocidad y pérdida, describe como en la medida de que la distancia aumenta entre Alice y Bob, la velocidad de la generación de la clave disminuye exponencialmente. En los protocolos QKD tradicionales, esta caída ha sido eliminada agregando nodoso de retransmisión físicamente seguros, que pueden ser colocados a lo largo del enlace cuántico con el propósito de dividirlo en varias secciones de baja pérdida. Los investigadores también han recomendado el uso de repetidores cuánticos, que cuando son agregados a los nodos de retransmisión se hace de tal forma que estos ya no necesitan ser asegurados físicamente. Sin embargo, los repetidores cuánticos son difíciles de crear y aún tienen que ser implementados a una escala útil. La TFQKD intenta superar el límite velocidad-distancia sin utilizar repetidores cuánticos o nodos de retransmisión, creando niveles manejables de ruido y un proceso que puede ser repetido mucho más fácilmente con la tecnología actualmente existente.
El protocolo original para la TFQKD es como sigue: Alice y Bob tienen cada uno una fuente de luz y un brazo en un interferómetro en sus laboratorios. Las fuentes de luz crean dos pulsos ópticos tenues con una fase aleatoria pa o pb en el intervalo [0, 2π) y una fase de codificación γa o γb. Los pulsos son enviados junto a un cuanto a Charlie, un tercero que puede o no puede ser malicioso. Charlie usa un divisor de haz para superponer los dos pulsos y medirlos. Él tiene dos detectores en su propio laboratorio, uno de los cuales se enciende si los bits son iguales (00) o (11), y el otro cuando ellos son diferentes (10) o (01). Charlie avisa a Alice y Bob cuál de los detectores se enciende, en cuyo momento ellos revelan públicamente las fases p y γ. Esta es la diferencia de la QKD tradicional, en que las fases usadas nunca son reveladas.

## Reconciliación de la información y amplificación de la privacidad
Los protocolos de distribución cuántica de claves descritos en el párrafo anterior propocionan a Alice y Bob con claves compartidas casi idénticas, y también con un estimado de la discrepancia entre las claves. Estas diferencias pueden ser causadas por intrusiones, pero también por imperfecciones en la línea de transmisión y los detectores. Como es imposible distinguir entre estos dos tipos de errores, garantizar la seguridad obliga a suponer que todos los errores son debido a intrusiones. Cuando la tasa de error entre las claves es inferior a un cierto umbral (27,6% al año 2002), se pueden realizar dos pasos para primero remover los bits erróneos y luego reducir el conocimiento de Eve de la clave a un valor pequeño arbitrario. Estos dos pasos son conocidos respectivamente como reconciliación de la información y amplificación de la privacidad, y fueron descritos por primera vez en el año 1992.
La reconciliación de la información es una forma de corrección de errores llevada a cabo entre las claves de Alice y Bob, con el propósito de asegurar que ambas claves son idénticas. Esto es realizado utilizando un canal público, es por eso que es vital minimizar la información enviada acerca de cada clave, ya que esta puede ser leída por Eve. Un protocolo común usado para la reconciliación de la información es el protocolo en cascada, propuesto en el año 1994. Este opera en varios turnos, con ambas claves divididas en bloques en cada turno y la paridad de cada uno de esos bloques es comparada. Si se encuentra una diferencia en la paridad entonces se realiza una búsqueda binaria para encontrar y corregir el error. Si se encuentra un error en un bloque de un turno anterior en el que realizó una corrección de error entonces debe existir otro error en ese bloque; este error es encontrado y corregido como se realizó antes. Este proceso es repetido en forma recursiva, y es por eso de donde viene el nombre de en cascada. Después de que todos los bloques han sido comparados, Alice y Bob reordenan sus claves en la misma forma aleatoria, y se inicia un nuevo turno. Al final de múltiples turnos, Alice y Bob tienen claves idénticas con alta probabilidad; sin embargo, Eve tiene información adicional acerca de la clave desde la información de paridad intercambiada. Sin embargo, desde el punto de vista de una teoría de codificación la reconciliación de la información es esencialmente codificación de la fuente con información lateral, en consecuencia cualquier esquema de codificación que trabaja para este problema puede ser usado para la reconciliación de la información. Últimamente turbocódigos, códigos LDPC y códigos polares ha sido usados para este propósito mejorando la eficiencia del protocolo en cascada.
La amplificación de la privacidad es un método para reducor (y efectivamente eliminar) la información parcial de Eve acerca de la clave de Alice y Bob. Esta información parcial podría haber sido obtenida ya sea por intrusión del canal cuántico durante la transmisión de la clave (de esta forma introduciendo errores detectables), y en el canal público durante la reconciliación de la información (donde se asume que Eve obtiene toda posible información de paridad). La amplificación de la privacidad usa la clave de Alice y Bob para producir una nueva y más corta clave, de tal forma que Eve solo tiene información neligible acerca de la nueva clave. Esto puede ser hecho usando una función de hash universal, seleccionada en forma aleatoria desde un conjunto conocido públicamente de tales funciones, que toma como su entrada una cadena binaria de un largo igual a la clave y una salida con una cadena binaria de un largo inferior. La cantidad por la cual esta nueva clave es acortada es calculada, basada en cuanta información Eve podría haber obtenido desde la clave vieja (que es conocido debido a los errores que podrían haber sido introducidos), con el propósito de reducir la probabilidad de que Eve tenga cualquier conocimiento de la nueva clave a un valor muy bajo.

## Implementaciones

### Experimental
En el año 2008, el intercambio de claves seguras a 1 Mbit/s (usando una fibra óptica de 20 km) y de 10 kbit/s (usando una fibra de 100 km), fue lograda por una colaboración entre la Universidad de Cambridge y Toshiba usando el protocolo BB84 con pulsos de estado señuelo.
En el año 2007, el Laboratorio Nacional de Los Álamos y el Instituto Nacional de Estándares y Tecnología lograron una distribución cuántica de claves usando una fibra óptica de 148,7 km usando el protocolo BB84. Significativamente, esta distancia es lo suficientemente larga para casi todas las distancias encontradas en las redes de fibra actuales. Una colaboración europea logró en el año 2006 una QKD de espacio libre de 144 km entre las dos Islas Canarias usando fotones entrelazados (usando el esquema Ekert), y usando un BB84 mejorado con estados señuelos en el año 2007.
En agosto de 2015 la distancia más larga para fibra óptica (307 km) fue lograda por la Universidad de Génova y Corning Inc. En el mismo experimento, se generó una tasa de clave secreta de 12.7 kbit/s, siendo la tasa de bits más alta en una distancia de 100 km. En el año 2016 un equipo de Corning y varias instituciones en China lograron una distancia de 404 km, pero a una tasa de bits demasiado lenta para ser práctica.
En junio de 2017, físicos liderados por Thomas Jennewein en el Institute for Quantum Computing y la Universidad de Waterloo en Waterloo, Canadá logró la primera demostración de distribución cuántica de claves usando un transmisor terrestre para conectarse a un avión en movimiento. Ellos informaron enlaces ópticos con distancias entre 3–10 km y generaron claves seguras de hasta 868 kilobytes de largo.
También en junio de 2017, como parte del proyecto experimentos cuánticos a escala espacial, físicos chinos liderados por Pan Jianwei en la Universidad de Ciencia y Tecnología de China midieron fotones entrelazados a una distancia de 1203 km entre dos estaciones terrestres, estableciendo las bases para futuros experimentos de distribución cuántica de claves intercontinentales. Los fotones fueron enviados desde una estación terrestre a un satélite que ellos nombraron Micius y de regreso a otra estación terrestre, donde ellos "observaron una sobrevivencia de un entrelazamiento de dos fotones y una violación de la desigualdad de Bell por 2,37 ± 0,09 bajo estrictas condiciones de localidad de Einstein" junto con "una longitud sumada variando entre 1600 y 2400 kilómetros." Posteriormente en ese año el BB84 fue exitosamente implementado usando enlaces de satélites desde Micius a estaciones terrestres en China y Austria. Las claves fueron combinadas y el resultado fue usado para transmitir imágenes y videos entre Beijing, China, y Vienna, Austria.
En agosto de 2017, un grupo en la Universidad de Shanghái Jiaotong demostraron experimentalmente que la polarización de los estados cuánticos incluyendo cúbits generales de un solo fotón y estados entrelazados pueden sobrevivir bien después de viajar a través de agua de mar, representando el primer paso hacia la comunicación cuántica submarina.